# Rinat Schumabajew
Rinat Schumabajew (kasachisch Ринат Жұмабаев, russisch Рина́т Атогали́евич Джумаба́ев; * 23. Juli 1989 in Schymkent) ist ein kasachischer Schachspieler.
Die kasachische Einzelmeisterschaft konnte er zweimal gewinnen: 2014 und 2017. Er spielte für Kasachstan bei fünf Schacholympiaden: 2008 bis 2012 sowie 2016 und 2018. Außerdem nahm er einmal an den asiatischen Mannschaftsmeisterschaften (2012) teil.

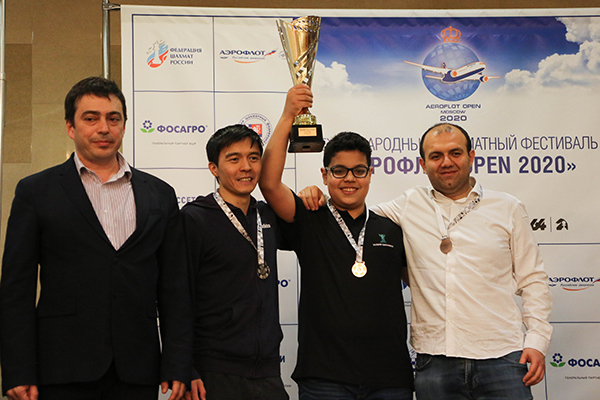
Aeroflot Open, 2020

Beim Schach-Weltpokal 2011 scheiterte er in der ersten Runde an Laurent Fressinet, beim Schach-Weltpokal 2015 scheiterte er ebenso in der ersten Runde an Pawel Eljanow. Beim Schach-Weltpokal 2019 schlug er in der ersten Runde Ferenc Berkes und schied er in der zweiten Runde gegen Dmitri Andreikin aus.
Beim Aeroflot Open in Moskau 2020 wurde er Zweiter.
| Hier fehlt eine Grafik, die leider im Moment aus technischen Gründen nicht angezeigt werden kann. Wir arbeiten daran! |